# I. Szelamet Giráj krími kán
I. Szelamet Giráj (krími tatár: I Selâmet Geray, ١ سلامت كراى), (1556 – 1610) krími tatár kán.
Szelamet I. Devlet Giráj kán fia volt. Bátyjai, II. Mehmed és Alp konfliktusában az utóbbi oldalán állt. Mikor Gázi bátyja kivizsgálta Mehmed halálának körülményeit, megvallotta bűnét és a kán megbocsátott neki, azonban rövidesen menekülnie kellett a Mehmed-párti Manszur-klánbeliek bosszúja elől.
Miután II. Gázi elűzte majd megölette Fetih Girájt, Szelametet tette meg kalgának. A kán könyörtelen tisztogatásai miatt Szelamet hamarosan Törökországba költözött. Ott belekeveredett a Kara Jazidzsi-féle felkelésbe, ezért annak leverése után a Héttoronyba zárták, ahol hét évet raboskodott.
II. Gázi 1608-as halála után a szultán egy kevésbé független vezetőt látott volna szívesen a krími kánság élén, és Szelametet nevezte ki Gázi legidősebb fia, Toktamis helyett. Szelamet unokaöccseit, Mehmedet és Sahint nevezte ki kalgának és núreddinnek, akik azonban egy évvel később összeesküvést szerveztek ellene és amikor ez kiderült, elmenekültek a Krímről. Ettől eltekintve különösebb konfliktusok nélkül, a klánok vezetőivel kiegyezve uralkodott. Sok fia közül később többen is krími kánok lettek.
Szelamet Giráj 1610-ben, kétévnyi uralkodás után halt meg. Bahcsiszerájban temették el, de sírja nem maradt fent.

## Fordítás
Ez a szócikk részben vagy egészben  a(z)   Селямет I Герай című orosz Wikipédia-szócikk ezen változatának fordításán alapul.  Az eredeti cikk szerkesztőit annak laptörténete sorolja fel. Ez a jelzés csupán a megfogalmazás eredetét és a szerzői jogokat jelzi, nem szolgál a cikkben szereplő információk forrásmegjelöléseként.
| Előző uralkodó: Toktamis Giráj | Krími kán 1608 – 1610 | Következő uralkodó: Dzsanibek Giráj |